# Fotòpsia
La fotòpsia és la presència de flaixos de llum percebuts en el camp de la visió.
És més freqüentment associada amb:
- despreniment de vitri posterior
- aura de migranya (migranya ocular / migranya retiniana)
- aura de migranya sense cefalea
- trencament o despreniment de retina
- infart del lòbul occipital (similar al ictus occipital)
- deprivació sensorial (al·lucinacions oftalmopàtiques)
- degeneració macular associada a l'edat
- insuficiència vertebrobasilar
- neuritis òptica

La contracció o la liqüefacció del vitri, que són les causes més comunes de fotòpsia, provoquen estiraments en les unions vitreoretinals, irritant la retina i fent que es descarreguin impulsos elèctrics. El cervell interpreta aquests impulsos com a flaixos.
Aquest trastorn també s'ha identificat com un símptoma inicial comú de la coroïditis interna puntual, una rara malaltia autoimmunitària.
Durant l'embaràs, la fotòpsia de nova aparició pot estar amb relació a una preeclàmpsia severa.
També pot ser un signe de melanoma uveal, que és extremadament rar.